# Manga (musikgrupp)
För andra betydelser, se Manga (olika betydelser).
Manga, stiliserat maNga, är ett turkiskt rockband. Deras musik är huvudsakligen en blandning av alternativ rock och hiphopmusik, med en touch av turkiska melodier och elektroniska inslag.
Under 2009 vann gruppen både "Best Turkish Act award" från kanalen MTV Türkiye och därmed även "Best European Act award" av MTV Networks Europe i MTV Europe Music Awards 2009.
Gruppen representerade Turkiet i Eurovision Song Contest 2010 med låten We could be the same. Bidraget kom på andra plats i finalen i Oslo..

## Diskografi

### Album
- 2004 – maNga
- 2006 – maNga+
- 2009 – Şehr-i Hüzün
- 2012 – e-akustik
- 2014 – Işıkları Söndürseler Bile
- 2021 – Antroposen 001

### Singlar
- 2009 – Dünyanın Sonuna Doğmuşum
- 2009 – Beni Benimle Bırak
- 2010 – We Could Be The Same
- 2012 – Fly To Stay Alive
- 2013 – Request Denied / Excalibur
- 2014 – Cevapslz Sorular
- 2015 – Yine Yeni Yeniden